# O Pagamento do Tributo (Masaccio)
O Pagamento do Tributo, ou O Dinheiro do Tributo (em italiano:  Pagamento del tributo), é um dos afrescos pintados cerca de 1425 por Masaccio, mestre italiano do início do Renascimento, que faz parte do conjunto pintado nas paredes da Capela Brancacci da igreja de Santa Maria del Carmine, em Florença, com a participação de Masolino, entre outros.
O afresco faz parte de um ciclo sobre a vida de São Pedro, e descreve uma cena do Evangelho de Mateus em que Jesus ordena a Pedro que procure uma moeda na boca de um peixe a fim de pagar o imposto do templo. A importância do afresco deriva em especial do uso revolucionário da  perspectiva e do chiaroscuro. O Pagamento do Tributo (como os outros afrescos do conjunto) deteriorou-se bastante ao longo do tempo, mas foi objecto de um completo restauro na década de 1980 que lhe devolveu a grandeza inicial.
Esta obra tem uma grande importância na História da Arte, porque se considera generalizadamente como sendo a primeira pintura, desde a queda de Roma (cerca de 476 d.C.), a usar a perspectiva linear do ponto único, ou seja, todas as ortogonais apontam para um ponto de fuga que, neste caso, é a cabeça de Jesus. Além disso, é uma das primeiras pinturas que eliminam o uso de um foco aglutinador, uma técnica ainda usada por artistas pró-renascentistas anteriores como Giotto ou Duccio. O espectador pode olhar em torno de Jesus Cristo, no semicírculo criado, e afastar a visão dessa área da pintura sem se sentir atraido para o centro.

## Tema
A cena representada em O Dinheiro do Tributo é retirada do Evangelho de Mateus (Mateus 17:24–27):

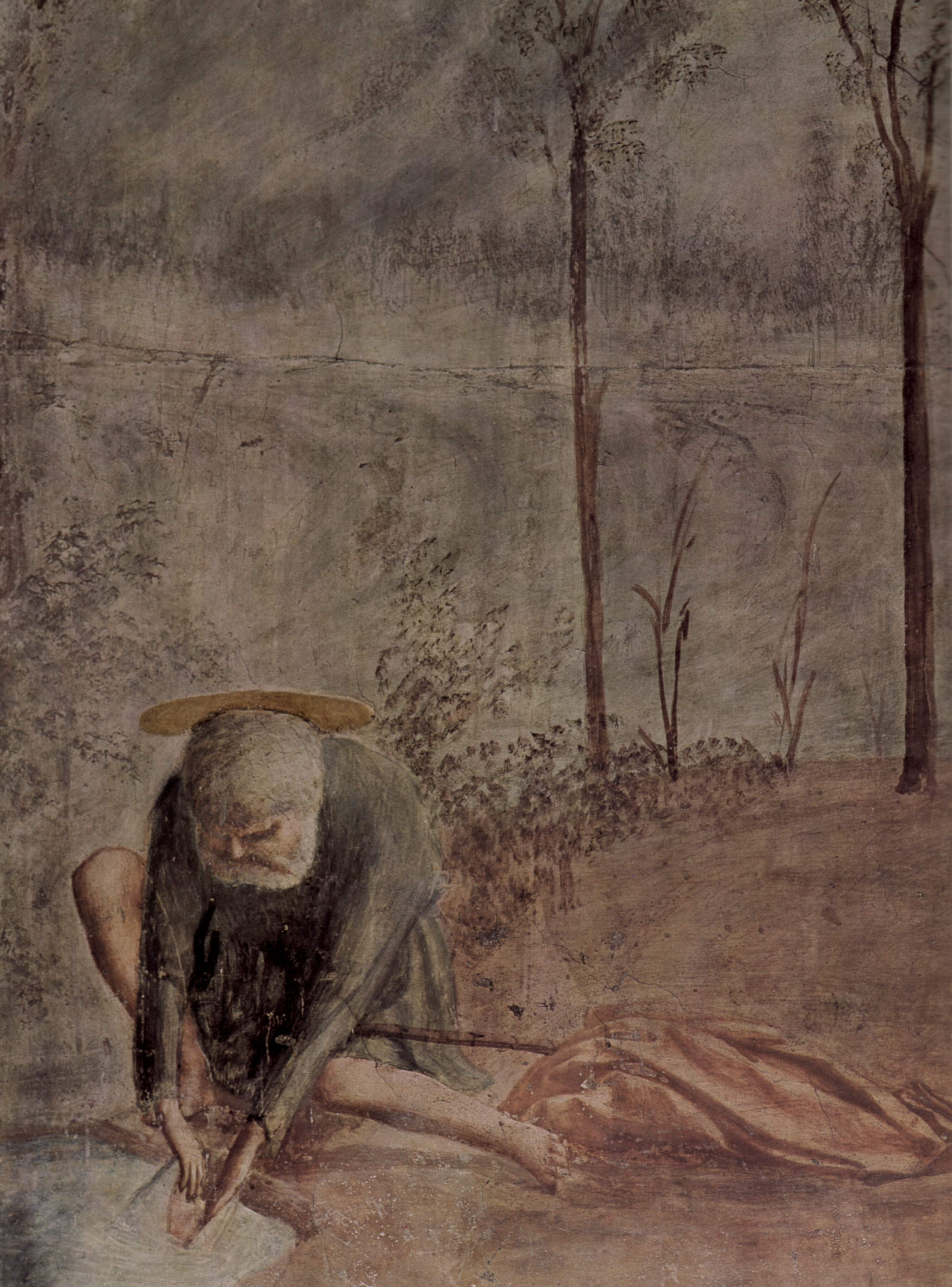
Detalhe: São Pedro retirando dinheiro da boca do peixe

24.Tendo chegado a Cafarnaum, dirigiram-se a Pedro os que cobravam as duas dracmas, e perguntaram: Não paga vosso Mestre as duas dracmas?
25. Respondeu ele: Paga. Ao entrar Pedro em casa, antes que falasse, perguntou-lhe Jesus: Que te parece, Simão? de quem recebem os reis da terra tributo ou imposto? de seus filhos ou dos estranhos?
26. Respondendo ele: Dos estranhos, concluiu Jesus: Logo são isentos os filhos.
27. Mas para que os não escandalizemos, vai ao mar, lança o anzol, e o primeiro peixe que subir, tira-o; e abrindo-lhe a boca, acharás um estáter. Toma-o e entrega-lhes por mim e por ti.
A história só é relatada no Evangelho de Mateus que era ele próprio cobrador de impostos (Mateus 9:9–13). A passagem tem sido usada como uma justificação cristã da legitimidade da autoridade secular, e muitas vezes é considerada em conjunto com a passagem "A César o que é de César...". Em Mateus 22:15–21, um grupo de fariseus tenta que Jesus se contradiga, perguntando se "é lícito ou não pagar o tributo a César?" A seu pedido mostraram-lhe uma moeda com que pagavam o tributo que tinha obviamente a efígie do imperador romano, tendo Jesus concluido: "Dai, pois, a César o que é de César, e a Deus o que é de Deus".

## Descrição

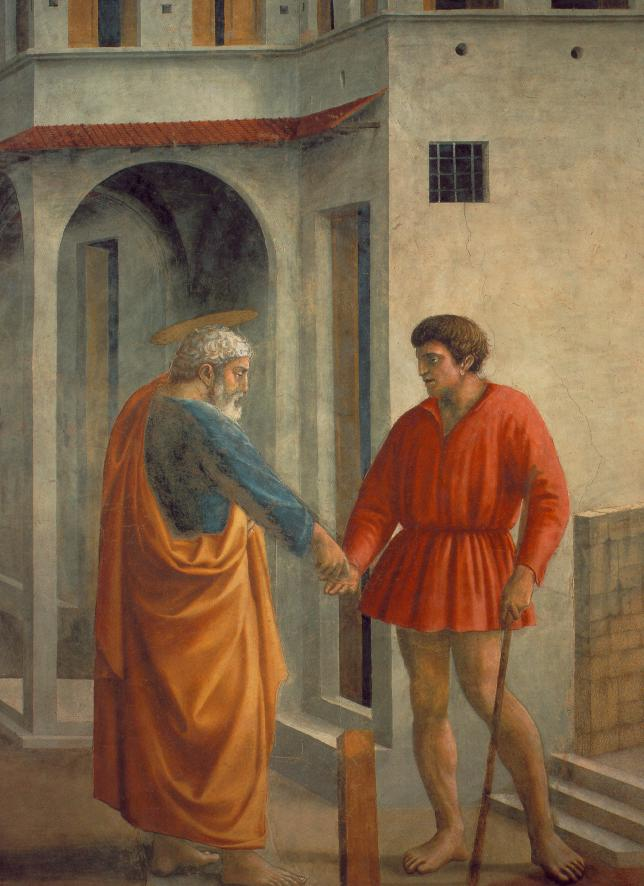
Detalhe: Pedro com o Cobrador de Impostos

A pintura afasta-se um pouco do relato bíblico, na medida em que o coletor de impostos confronta o grupo de Cristo e os seus discípulos, e decorrendo a cena ocorre ao ar livre. A história é contada em três momentos que não ocorrem sequencialmente, mas mantém-se a lógica narrativa através de esquemas compositivos. A cena central é a do cobrador de impostos a exigir o tributo. A cabeça de Cristo é o ponto de fuga da pintura, atraindo a visão do espectador. Tanto Cristo como Pedro apontam para a parte esquerda da pintura, onde a próxima cena ocorre em plano intermédio: Pedro está a tirar o dinheiro da boca do peixe. A cena final, onde Pedro paga ao colector de impostos, está no lado direito separado da restante cena pela existência de uma estrutura arquitectónica.
Cristo e os apóstolos são colocados em semicírculo, sugerindo a forma de abside de capela. O cobrador de impostos, por outro lado, fica fora do espaço sagrado. Enquanto o grupo de homens santos está vestido quase inteiramente com vestes de rosa e azul pastel, o cobrador de impostos usa uma túnica mais curta de um vermelhão impressionante. A cor aumenta a impertinência expressa nos seus gestos. O contraste é alcançado também no modo, tanto na cena central como na da direita, como a postura do cobrador de impostos copia quase exactamente a de Pedro, apenas vista do ângulo oposto. Isto dá uma qualidade tridimensional às figuras, permitindo que o espectador as veja de todos os lados.

## Estilo

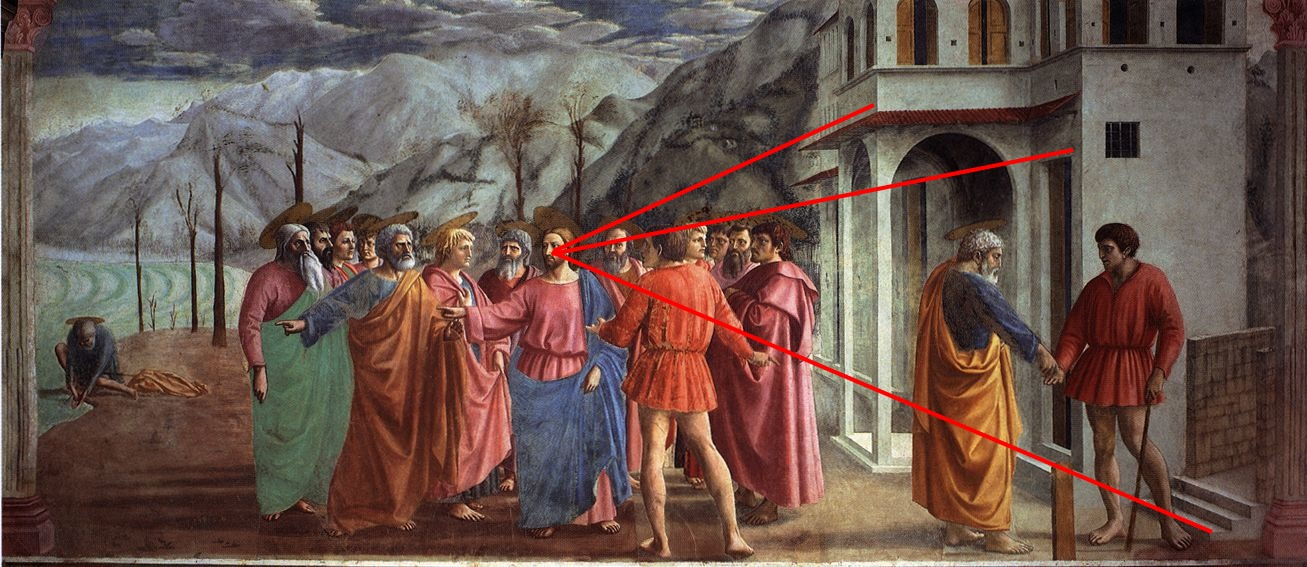
Pintura com linhas desenhadas mostrando como o ponto único da perspectiva consiste na cabeça de Cristo.

Masaccio é frequentemente comparado a contemporâneos como Donatello e Brunelleschi como um dos pioneiros do Renascimento, em especial pelo uso da  perspectiva de um único ponto. No entanto, Masaccio era o único que utilizava a técnica da perspectiva aérea ou atmosférica. Tanto as montanhas em segundo plano como a figura de Pedro à esquerda são mais escuras e pálidas do que os objetos em primeiro plano, criando uma ilusão de profundidade. Esta técnica era conhecida na Roma antiga, mas encontrava-se esquecida até ser reinventada por Masaccio.
O uso da luz por Masaccio foi também revolucionário. Enquanto os artistas anteriores como  Giotto haviam aplicado uma luz plana e neutra de uma fonte não identificável, a luz de Masaccio emanava de um local específico fora da imagem, lançando as figuras na luz e na sombra. Isso criou um efeito de chiaroscuro, esculpindo os corpos em formas tridimensionais.
Masaccio é muitas vezes justamente elogiado pela variedade das representações faciais. Mas no caso desta pintura, o elogio é menor pelo fato de as cabeças de Jesus e São Pedro terem sido pintadas por Masolino da Panicale, o qual pintou a afresco do lado oposto da Capela, A Cura dos Aleijados.

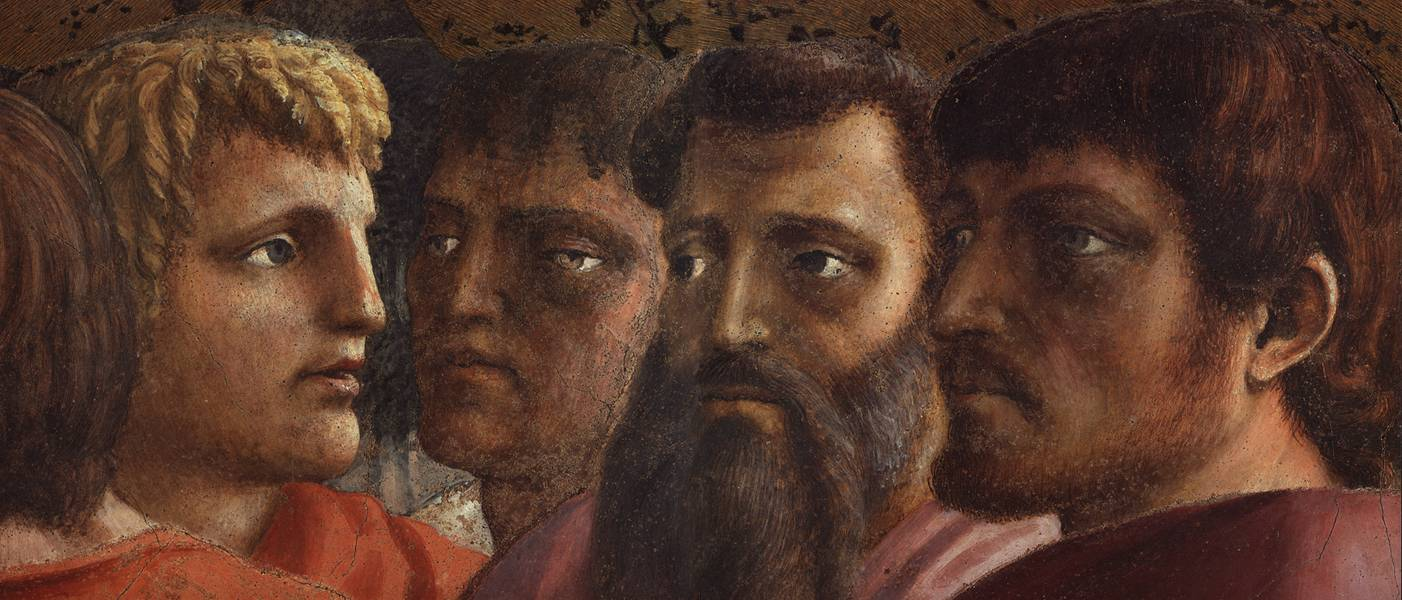
Detalhe do afresco onde se nota o uso do chiaroscuro. As cabeças são possivelmente as de Judas, o segundo da esquerda, e o próprio Masaccio como Tomás, o da direita.

Os afrescos foram admirados e estudados por gerações de artistas florentinos, tendo o próprio  Michelangelo desenhado uma cópia do S. Pedro a pagar o tributo, desenho este que se preservou até ao presente e se encontra em Munique, no Kupferstichkabinett.

## Interpretação
Têm sido propostas várias teorias sobre a razão da escolha deste tema específico pouco usual na história da arte. Uma delas é que seja uma justificação para o chamado Cadastro de 1427, uma nova forma de imposto sobre o rendimento. Mas esta não é uma explicação muito provável, pois o doador Brancacci estaria entre os que seriam mais tributados, e provavelmente teria sido um dos seus oponentes. Uma explicação mais provável associa a pintura à aceitação pelo Papa Martinho V em 1423 da sujeição da igreja florentina ao imposto estadual. O dinheiro encontrado na boca do peixe também pode ser visto como a expressão de que a riqueza de Florença veio do mar, pois Brancacci, um comerciante de seda envolvido no comércio mediterrânico, também foi membro do Conselho Marítimo desta cidade.

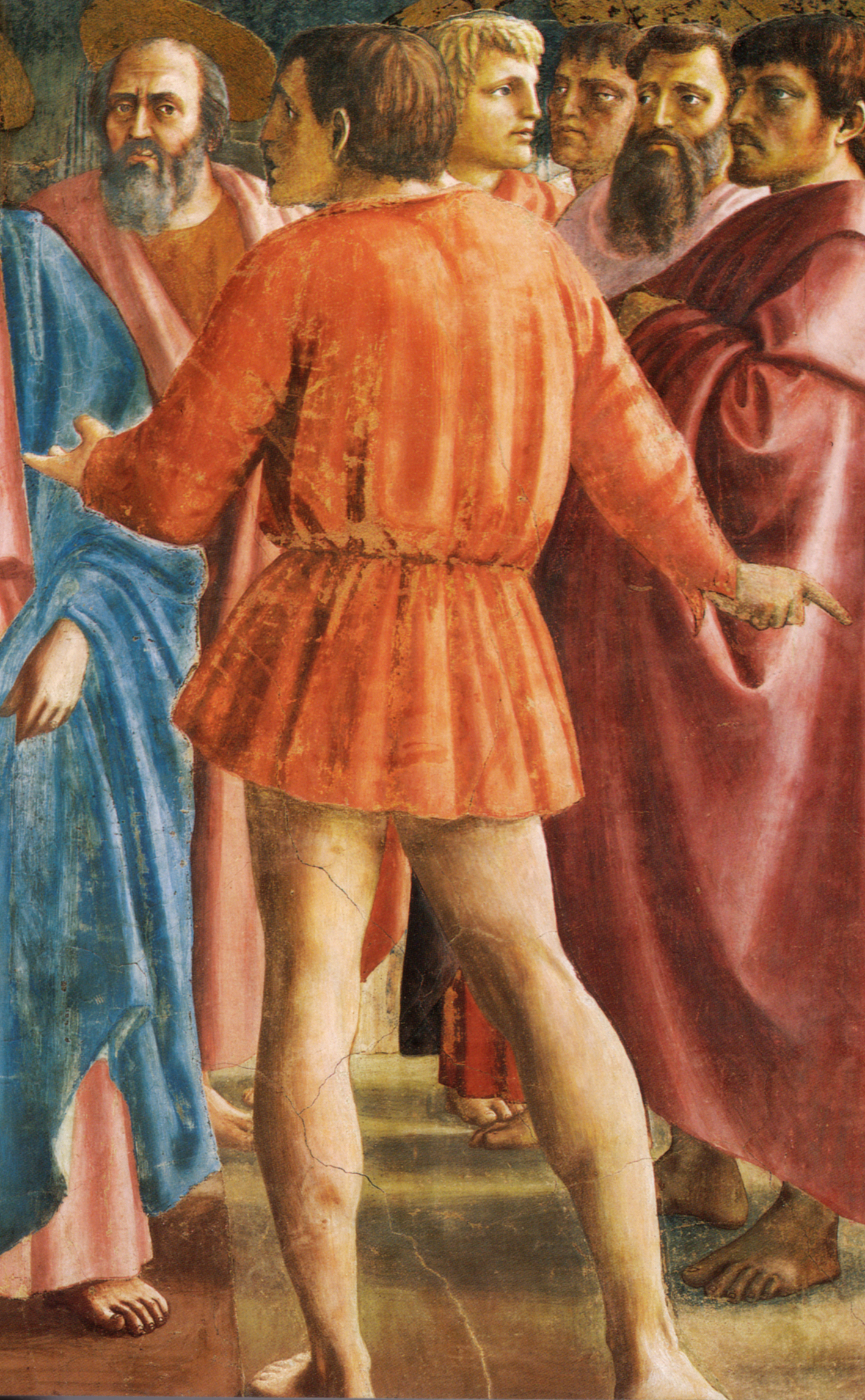
Detalhe de O Pagamento do Tributo. Vídeo sobre O Pagamento do Tributo de Masacio pela Smarthistory da Khan Academyː

Para a compreensão deste afresco, bem como de toda a série, é importante ter presente a relação dos Brancacci e da própria cidade de Florença com a Santa Sé. Florença estava na época em guerra com Milão e precisava do apoio do Papa. Os afrescos mandados fazer pelos Brancacci devem, portanto, ser vistos no contexto de uma política pró-papal e, como tentativa de legitimar a visão romana através da sua associação com São Pedro, o primeiro bispo de Roma e primeiro papa.
Na cena, Pedro está claramente identificado ao contrário dos outros apóstolos, e a sua forte ligação com Cristo pode ser encontrada nas palavras de Cristo "por mim e por ti". Pedro surge como uma figura majestosa e enérgica quando está com Cristo e quando executa a sua acção, contrastando com a sua figura diminuta à esquerda. Tudo isto aponta para o seu papel apostólico como vigário de Cristo na Terra. Como tal, O Pagamento do Tributo representa uma cena de transição na capela. Ao realizar o pedido de Cristo, Pedro passa de discípulo a mestre.
Apenas dois dos apóstolos podem ser identificados com algum grau de certeza: Pedro com os seus iconográficos cabelos grisalhos e barba, e roupas azuis e amarelas, e  João como o jovem sem barba que está ao lado de Cristo. A cabeça de João recorda as Escultura romanas, e está refletido no rosto muito semelhante de outro discípulo à direita. Considera-se que ao lado deste discípulo está Judas, cujo rosto escuro e sinistro espelha o do cobrador de impostos. Tem-se especulado, tendo sido  Vasari o primeiro a fazê-lo, que o rosto da figura mais à direita do grupo central é um auto-retrato do próprio Masaccio, enquanto São Tomé.